# Gametogenesi
Per gametogenesi si intende quel processo che ha luogo nelle gonadi e porta alla formazione dei gameti ossia delle cellule sessuali mature, capaci quindi di fecondare o di essere fecondate.
I gameti si formano alla pubertà ma la loro derivazione risale alle cellule sessuali primordiali (gonociti), nelle quali durante la vita embrionale hanno luogo i primi atti del processo di gametogenesi.
I gonociti originano intorno al ventunesimo giorno di vita fetale dall'endoderma del sacco vitellino in prossimità dell'allantoide.
Dopo la loro differenziazione migrano, durante la quinta settimana di vita fetale, nelle creste genitali che sono in fase proliferativa e formano cordoni irregolari, denominati cordoni sessuali primitivi.
In questo periodo la gonade maschile è indistinguibile da quella femminile: per questo motivo tale fase prende il nome di gonade indifferente.
Solo verso la settima settimana di vita fetale le gonadi acquistano le caratteristiche morfologiche maschili o femminili, diventando rispettivamente testicoli o ovaie (questa differenziazione dipende dal Fattore di determinazione del testicolo localizzato sul braccio corto del cromosoma Y).
La gametogenesi femminile prende il nome di OVOGENESI mentre quella maschile di SPERMATOGENESI.